# 蒙苏里公园
蒙苏里公园（法語：Parc Montsouris；有时也直译作：老鼠山公园）是位于法国巴黎南部十四区的一个开放式公园。蒙苏里公园在十九世纪末期曾经整修过，如今占地15公顷。蒙苏里公园环境清幽，园内植物种类繁多，并有许多种鸟类。

## 历史

Parc Montsouris

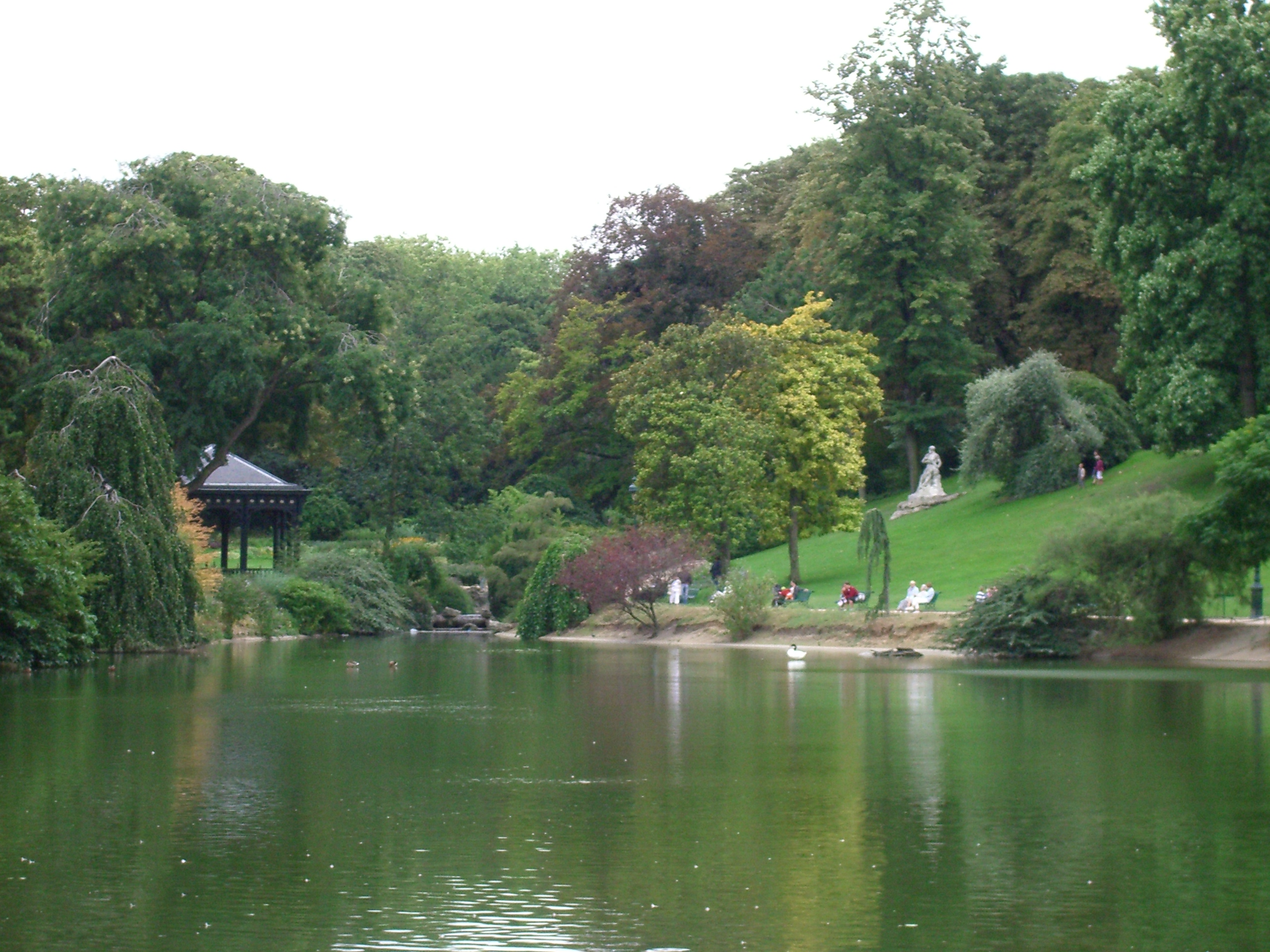
园内的湖

修建蒙苏里公园的设想最早出现于第二帝国的时候，目的是在巴黎的四个方位各给巴黎市民提供一块绿色空间。西边的是布洛涅森林，北边的是比特-绍蒙公园，东边是文森森林，而南边就是蒙苏里公园。
1860年，奥斯曼男爵开始决定建造蒙苏里公园。他请工程师阿尔方担任设计。公园选在蒙苏里的一个废弃的沙石场。修整这块土地时，遇到不少问题。比如说，这块地在圣婴公墓被永久性关闭时曾经被用来埋葬死者的尸骨。清理时首先要移出813具尸骨。然而，最主要的困难是将公园建筑在当时的两条铁路线：国玺线和巴黎环城铁路之上。
公园的建造于1867年开始，工程直到1878年才结束。但1869年起，公园就已经对外开放了。公园中的人工湖在当时是靠阿克伊水渠供水的。公园开放的当天，湖水干涸了，导致负责的工程师自杀。
尽管蒙苏里公园曾是圣安妮医疗中心（专门收治精神科病患等）的病人的好去处，但如今医院里的病人已经无法直接进入公园了，因为医院被封闭式管理后只留下院内的一个小公园。
如今，蒙苏里公园由巴黎市政厅屬下的一个公共绿地管理处进行管理。

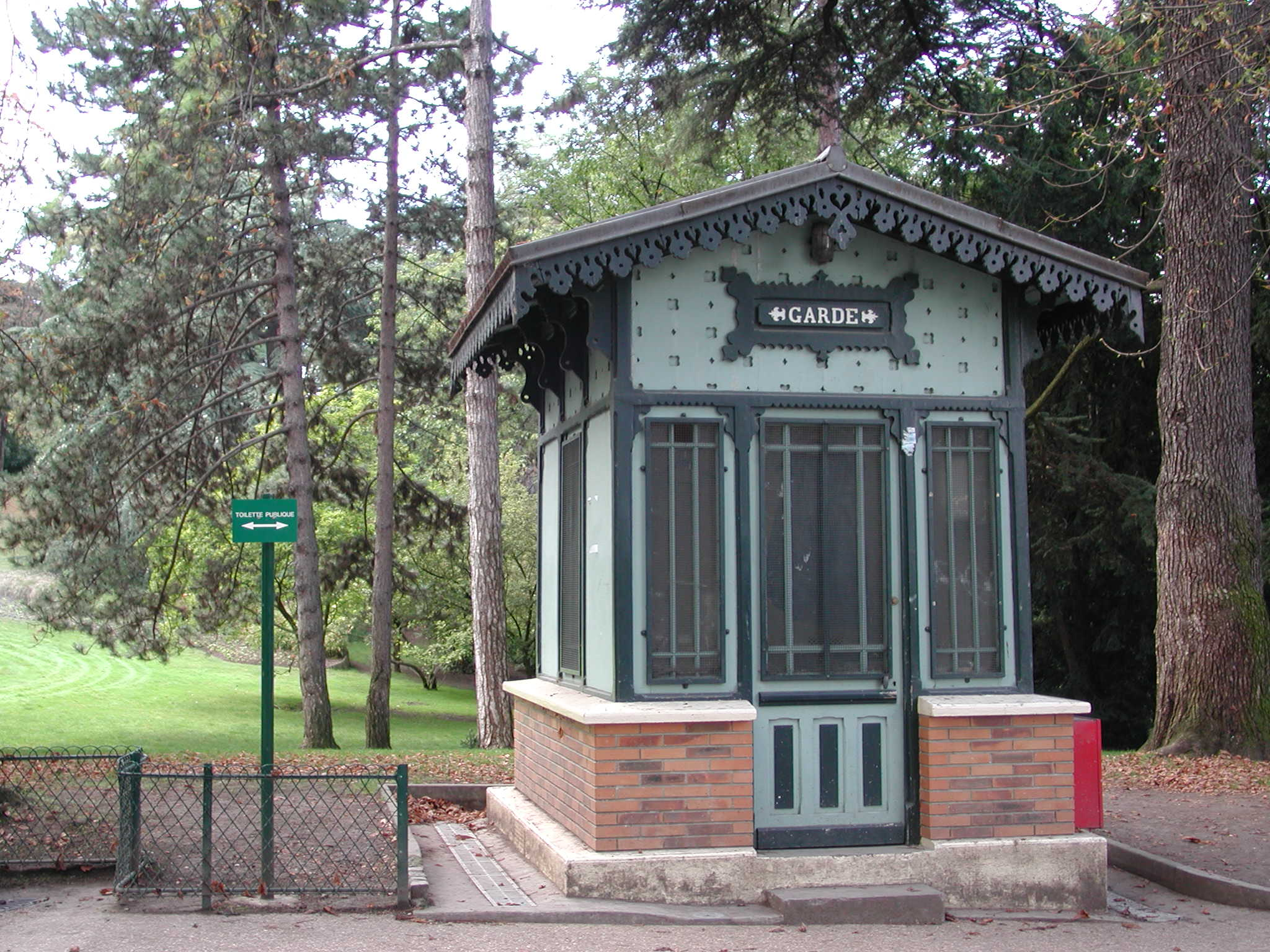
岗亭
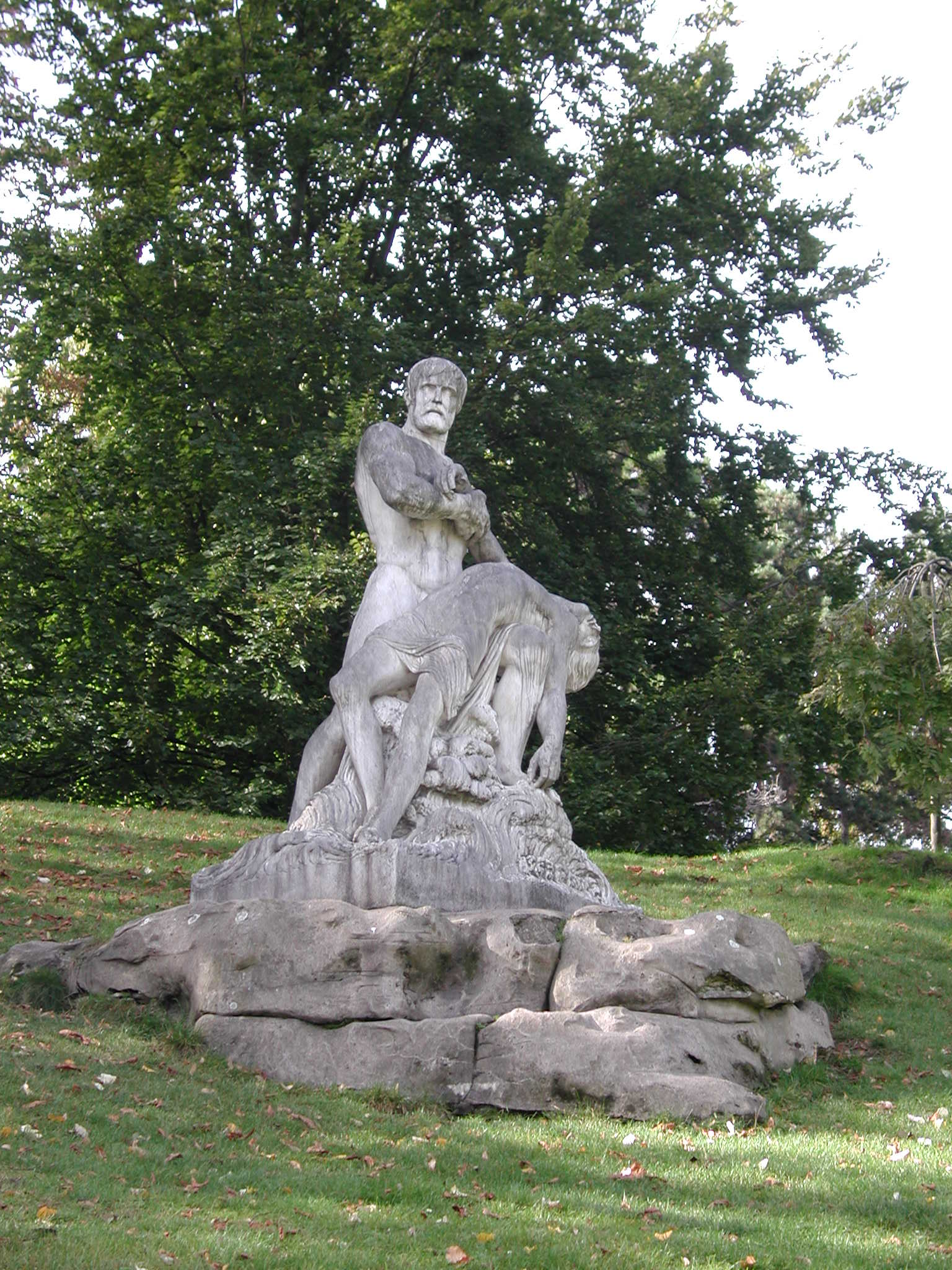
园内雕塑
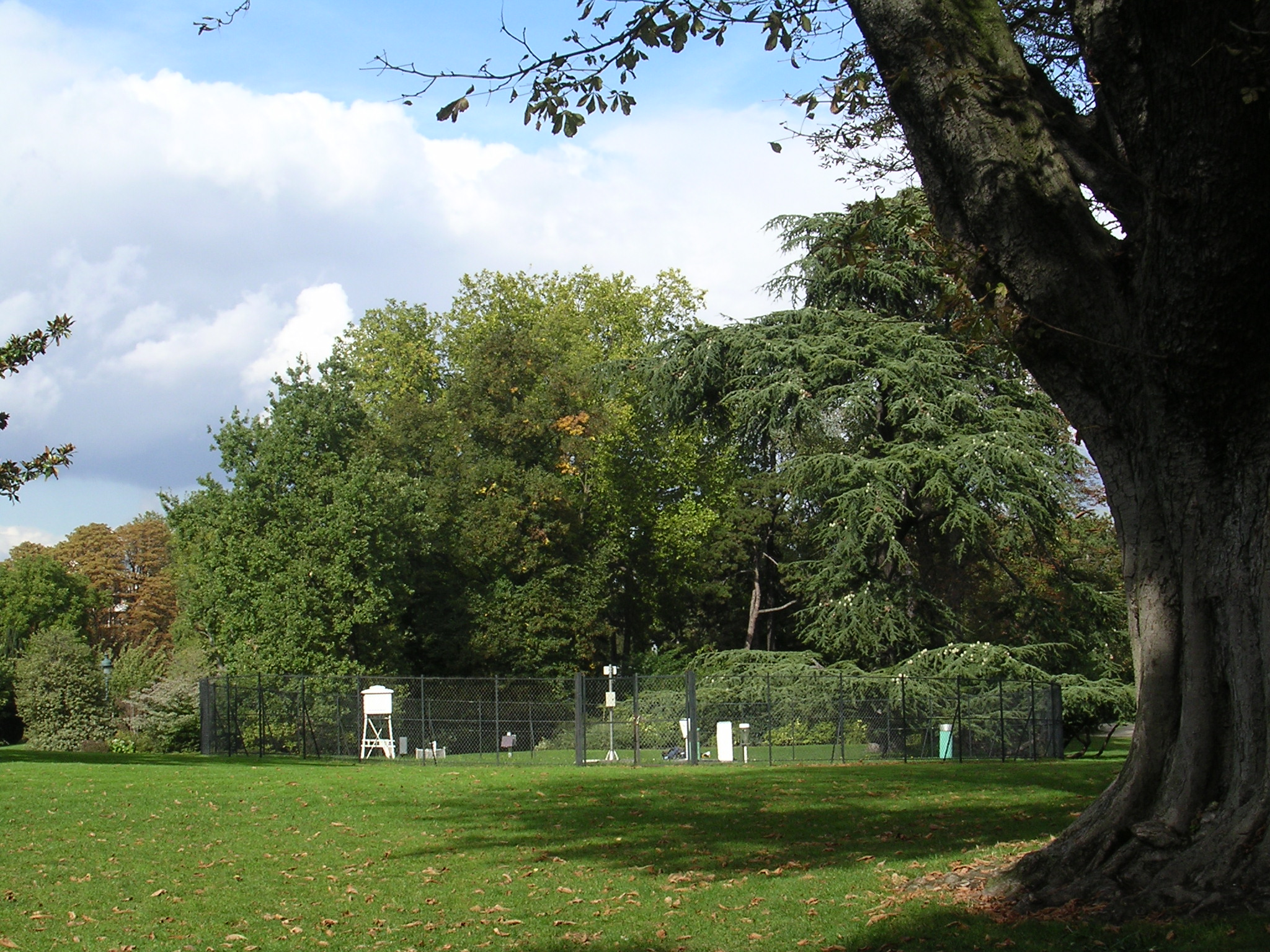
绿地
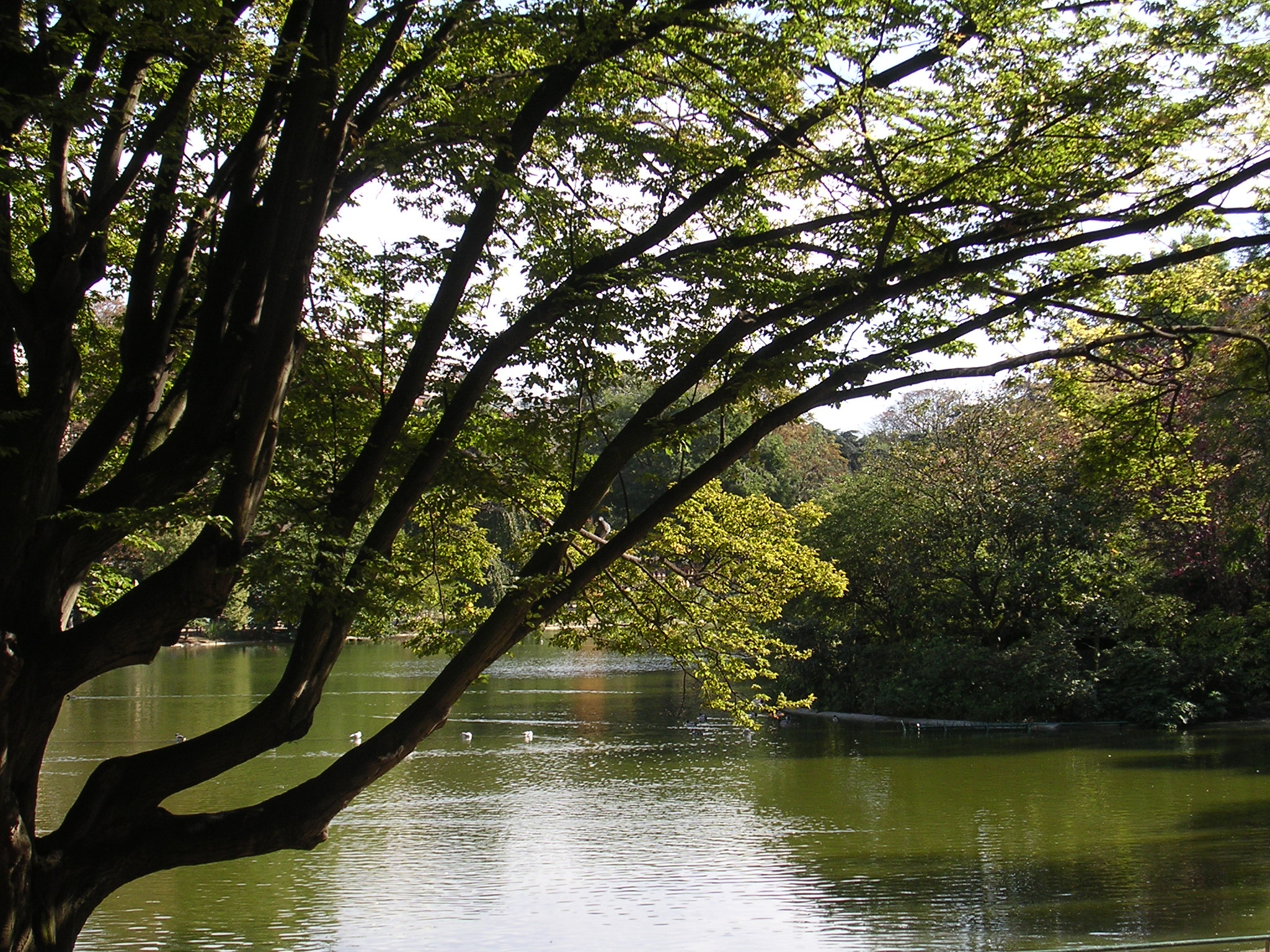
湖
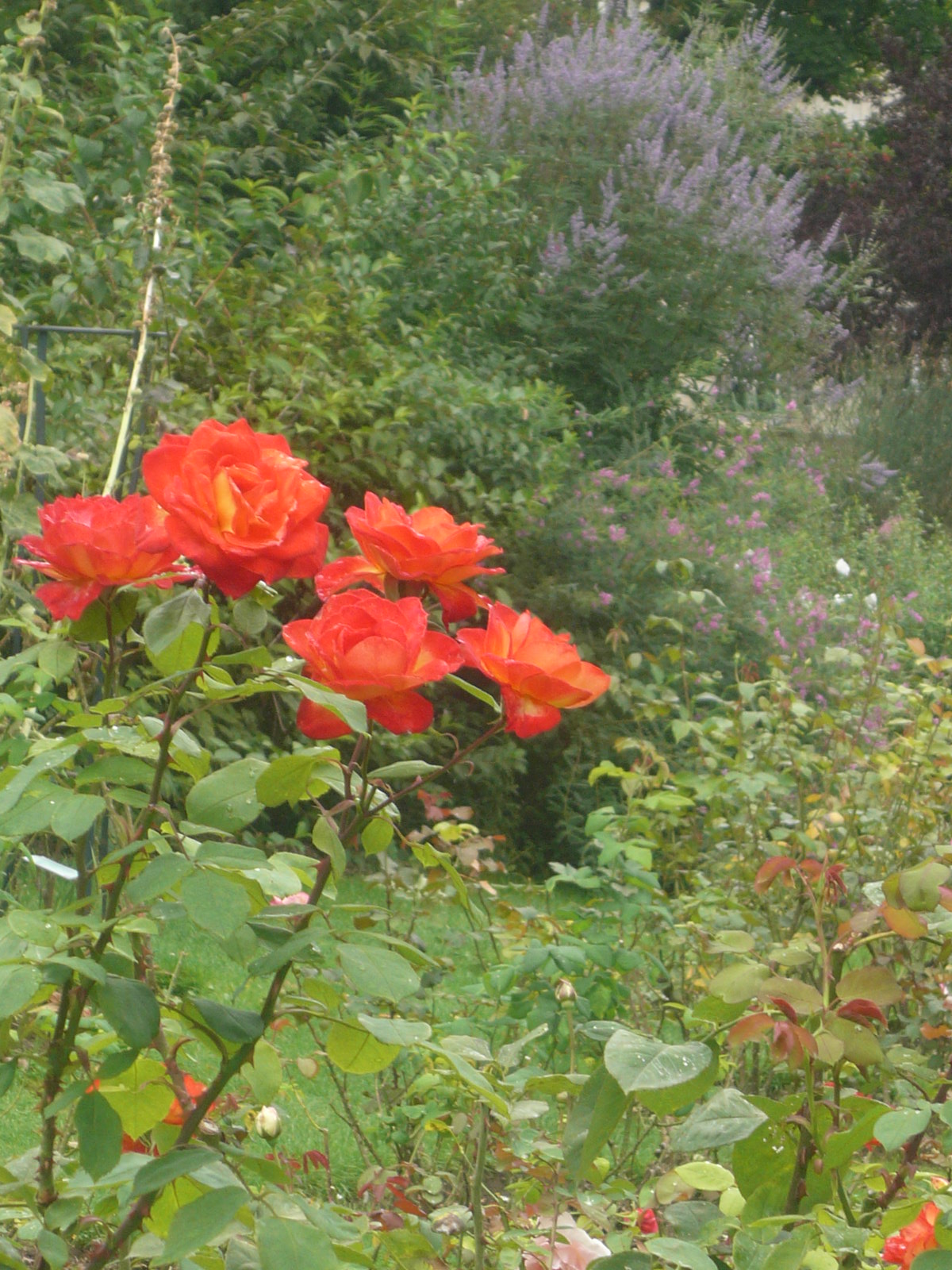
园内花朵
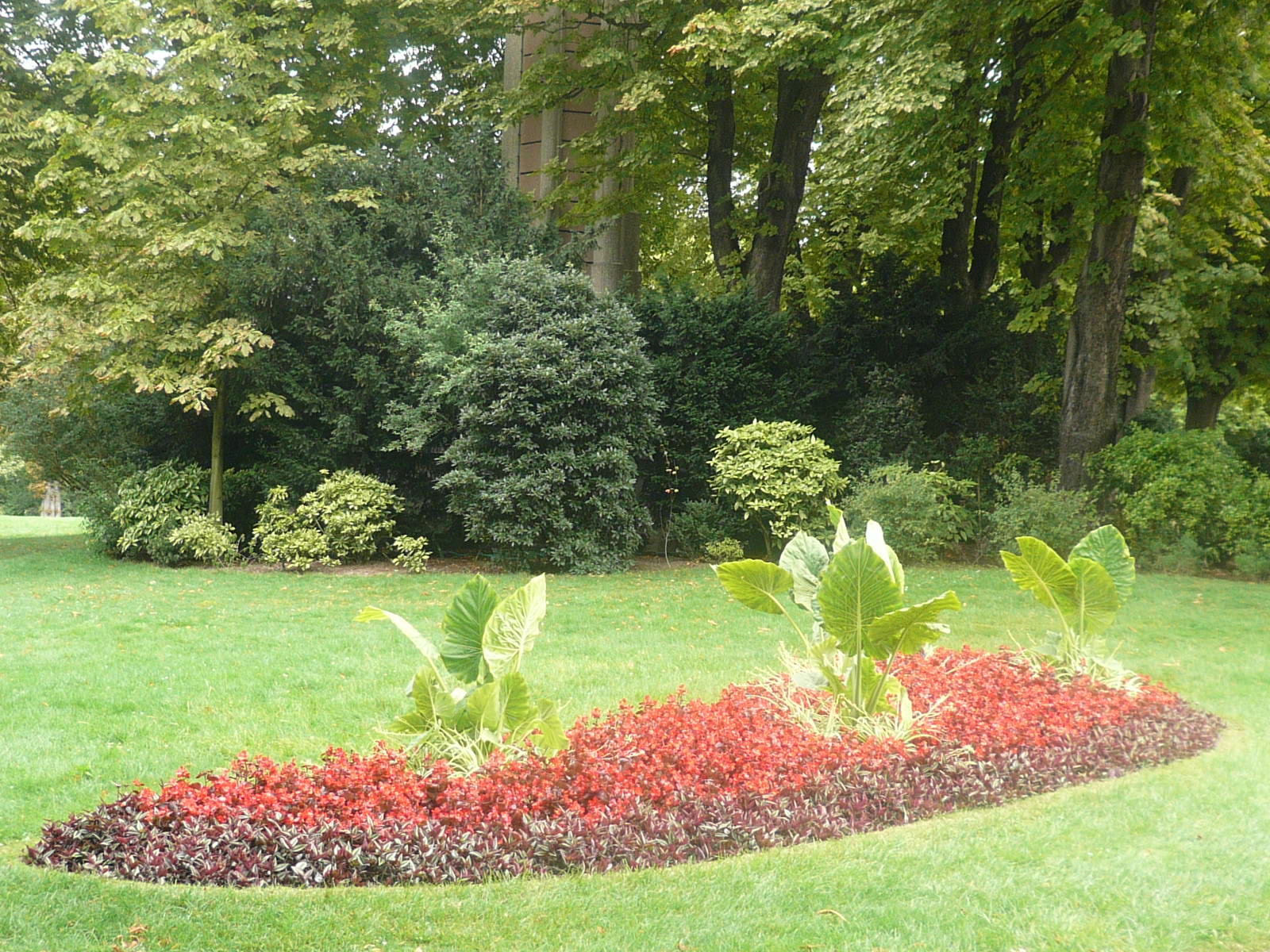
花坛
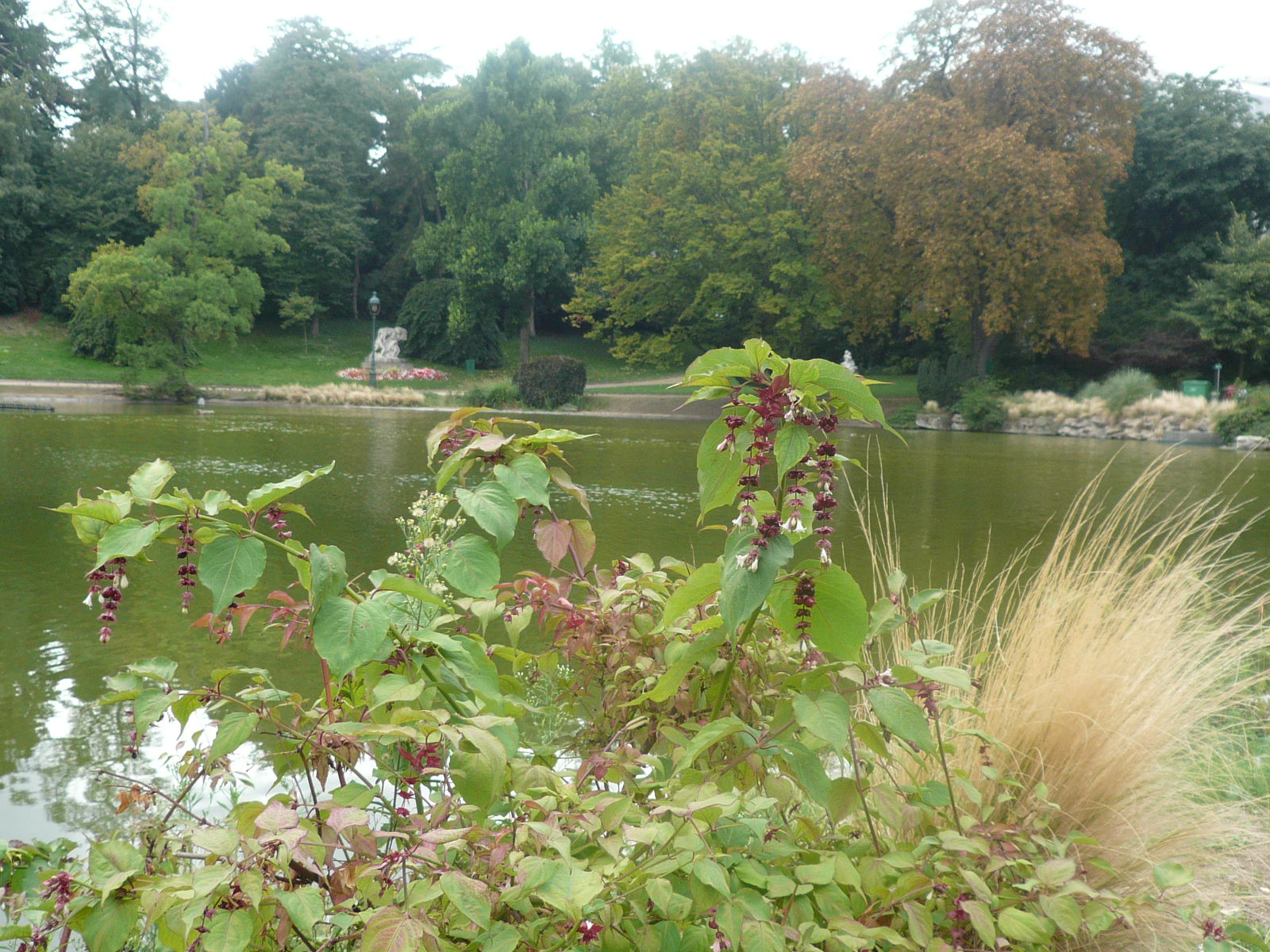
湖
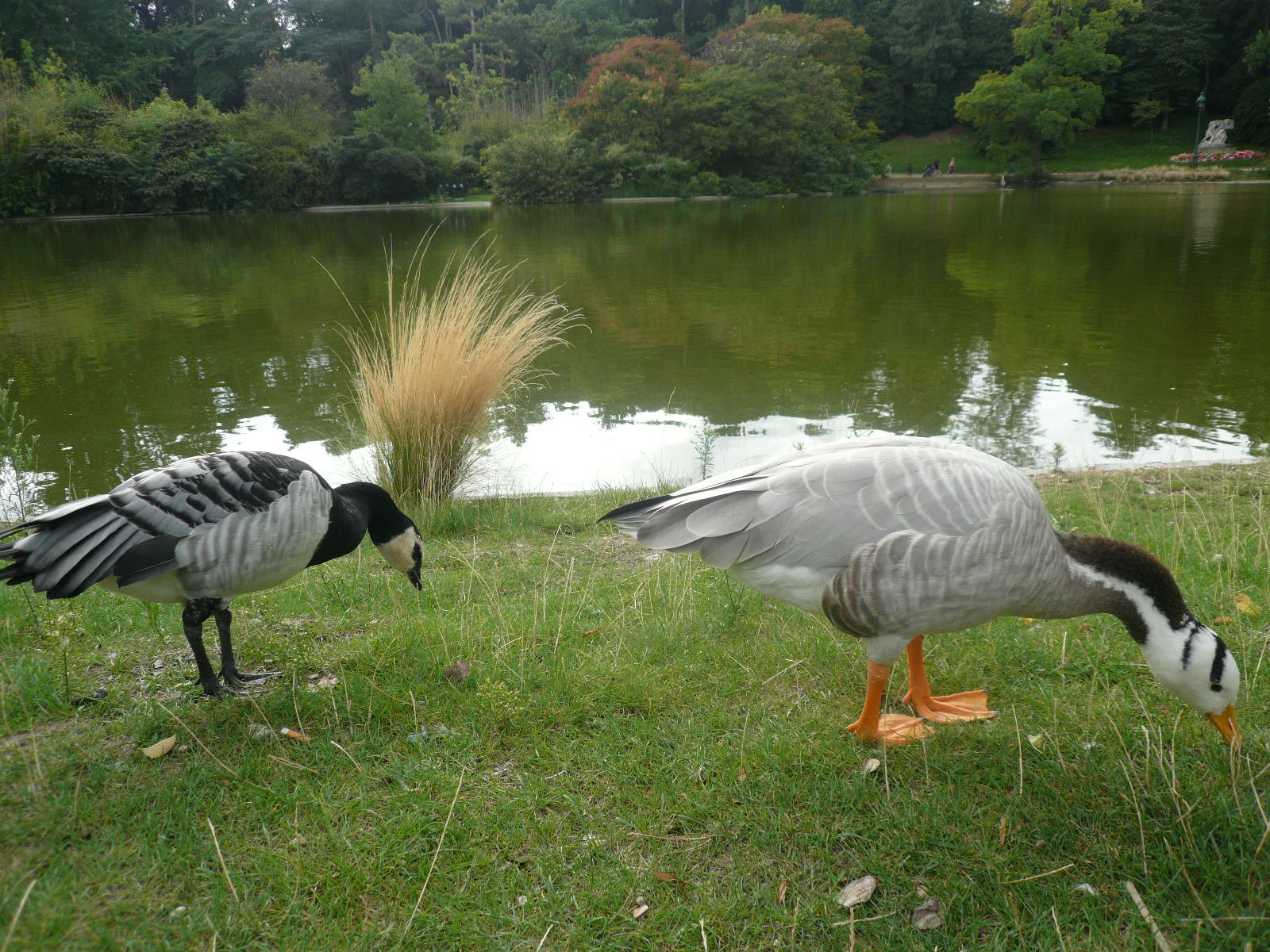
鹅